# Rejzmanówka
Rejzmanówka – część wsi Staw Kunowski w Polsce, położona w województwie świętokrzyskim, w powiecie starachowickim, w gminie Brody.
W latach 1975–1998 Rejzmanówka administracyjnie należała do województwa kieleckiego.